# جون كيري

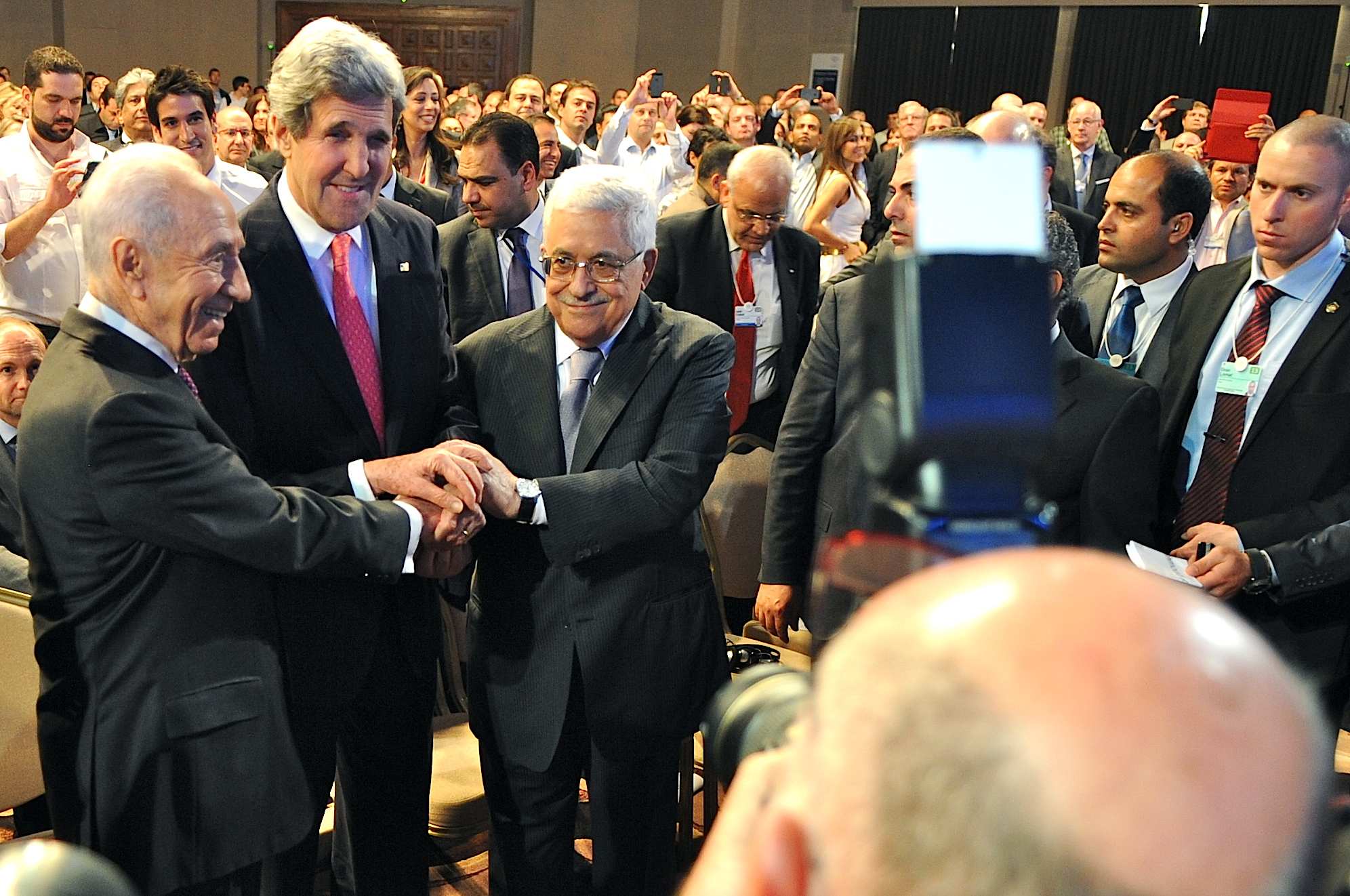
رئيس دولة فلسطين محمود عباس، مع رئيس دولة إسرائيل شمعون بيريز، ووزير الخارجية الأمريكية جون كيري، في المنتدى الاقتصادي العالمي، الأردن 2013

جون فوربس كيري (بالإنجليزية: John Forbes Kerry)‏ (من مواليد 11 ديسمبر 1943) هو سياسي أمريكي شغل منصب وزير خارجية الولايات المتحدة الثامن والستين من عام 2013 إلى عام 2017 وشغل منصب ممثل الرئيس لشؤون المناخ في إدارة الرئيس الأمريكي جو بايدن من 21 يناير 2021 وهو ديمقراطي مثل سابقا ولاية ماساتشوستس في مجلس الشيوخ الأمريكي في الفترة من 1985 إلى 2013. وكان المرشح الديمقراطي في الانتخابات الرئاسية عام 2004، وخسر أمام الرئيس الجمهوري جورج دبليو بوش.
ولد كيري في مدينة أورورا في كولورادو ودرس في مدارس داخلية في ماساتشوستس ونيو هامبشاير. تخرج من جامعة ييل في عام 1966 مع تخصص في العلوم السياسية. انضم كيري إلى احتياط البحرية في عام 1966، وفي الفترة ما بين 1968 و1969، قام بجولة مختصرة مدتها أربعة أشهر في جنوب فيتنام بصفته ضابطا مسؤولا عن قارب سريع. ونال مقابل خدمته أوسمة قتالية تشمل الميدالية الفضية، ميدالية النجمة البرونزية، وثلاث من ميداليات القلب الأرجواني. عاد كيري إلى الولايات المتحدة وانضم إلى منظمة محاربي فيتنام ضد الحرب، حيث كان متحدثا عن المنظمة وكان معارضا صريحا لحرب فيتنام. وقد ظهر في جلسات استماع فولبرايت أمام لجنة الشؤون الخارجية بمجلس الشيوخ حيث اعتبر سياسة الحرب الأمريكية في فيتنام هي السبب في ارتكاب جرائم الحرب هناك.
نال كيري درجة الدكتوراه من كلية القانون في جامعة بوسطن، وعمل كمساعد مدعي عام في ماساتشوستس. شغل منصب نائب الحاكم في عهد مايكل دوكاكيس من عام 1983 إلى 1985 وانتخب لمجلس الشيوخ الأمريكي في عام 1984 وأدى اليمين في يناير التالي. دخل كيري لجنة العلاقات الخارجية في مجلس الشيوخ، وقاد سلسلة من جلسات الاستماع في الفترة من 1987 إلى 1989 والتي كانت مقدمة لقضية إيران - كونترا. أعيد انتخاب كيري لفترات إضافية في أعوام 1990 و1996 و2002 و2008. في 11 أكتوبر 2002 صوت كيري على تفويض الرئيس "باستخدام القوة إذا لزم الأمر لنزع أسلحة صدام حسين"، لكنه نبه الإدارة بأنه يجب أن تستنفد كل وسائلها الدبلوماسية قبل شن الحرب.
نال كيري ترشيح الحزب الديمقراطي في انتخابات الرئاسة الأمريكية عام 2004، وانتقد جورج دبليو بوش في سياسته في حرب العراق. وقد خسر هو وزميله جون إدواردز من كارولاينا الشمالية الانتخابات، حيث كان الفرق هو 35 صوتا انتخابيا خلف بوش ونائبه ديك تشيني. عاد كيري إلى مجلس الشيوخ وأصبح رئيس لجنة المجلس للأعمال التجارية الصغيرة وريادة الأعمال في عام 2007 ثم لجنة العلاقات الخارجية في عام 2009. في يناير 2013، تم ترشيح كيري من قبل الرئيس باراك أوباما ليخلف وزيرة الخارجية المنتهية ولايتها هيلاري كلينتون ثم وافق مجلس الشيوخ على القرار، وتولى مهامه رسميا في 1 فبراير 2013. احتفظ كيري بالمنصب حتى نهاية ولاية أوباما في 20 يناير 2017، وخلفه ريكس تيلرسون في المنصب.

## النشأة
وُلِد جون فوربس كيري في 11 ديسمبر 1943 في مركز فيتزسيمونز الطبي العسكري في في أورورا، كولورادو . وهو الطفل الثاني من بين أربعة أطفال وُلدوا لريتشارد جون كيري، وهو دبلوماسي ومحامي أمريكي، وروزماري فوربس، وهي ممرضة وناشطة اجتماعية. وقد نشأ مع أخته الكبرى مارغريت، وأخت صغرى ديانا، وأخ أصغر كاميرون. وتربى الأطفال على عقيدة والدهم الكاثوليكية، وخدم جون كصبي مذبح الكنيسة
كانت والدته أسقفية، بينما تربى والده على الكاثوليكية (كان أجداد جون لأبيه من المهاجرين اليهود النمساويين المجريين الذين تحولوا إلى الكاثوليكية)
فجده فريدريك كيري (ولد فريتز كون) من أصل نمساوي مجري. ولد في النمسا، جدته من جهة الأب، هي إيدا لوي فيتون، ولدت في بودابست، في المجر. وكلا جديه من أصل يهودي، واعتنق فريتز وإيدا الكاثوليكية في عام 1901، غيرا اسمهما إلى كيري وتركا أوروبا في عام 1905. ولم يعرف جون كيري الهوية الحقيقية لجديه إلا في وقت لاحق . وربى فريدريك وزوجته أطفالهم ومنهم ريتشارد والد جون كيري بحسب التعاليم الكاثوليكية.
دخل جون ثانوية داخلية في ولاية ماساشوستس ونيو هامبشير. ثم تخرج في جامعة ييل عام 1966، تخصص العلوم السياسية. جند كيري في خدمة الاحتياط في البحرية في عام 1966، وخلال 1968-1969 قام لمدة بمهمة عسكرية في جنوب فيتنام دامت اربع أشهر كان الضابط المسؤول (OIC) عن قارب سريع. وقال انه حصل على ميداليات قتالية عن هذه الخدمة، شملت وسام النجم الفضي، ميدالية ستار البرونزية، وثلاث ميداليات القلب الأرجواني.

## الزواج
تزوج كيري مرتين كلاهما من امرأة غنية، وزوجته الأولى هي جوليا ثورن من فلاديلفيا والتي كانت تعاني من اكتئاب وله منها ولدان وثلاثة أحفاد، وبعد انفصالهما عانى كيري من الفقر لسنوات، ثم في عام 1995 تزوج ثانية من تيريزا هاينز الأرملة التي توفي زوجها عضو مجلس الشيوخ جون هاينز في تحطم طائرة، وترك لها إمبراطورية الأغذية الشهيرة.

## العمل العام
- تخرج كيري في جامعة ييل عام 1966 وكلية بوسطن عام 1976 وخدم في البحرية الأميركية من عام 1966 إلى 1970 خلال حرب فيتنام.
- عمل مساعدا للمدعي العام لمقاطعة مديل سيكي بولاية ماساتشوستس من 1977 إلى 1979 ثم محاميا من 1979 ـ 1982.
- خاض كيري انتخابات مجلس النواب عام 1972 ولكنه لم يفز فيها، وانتخب بعد ذلك حاكما لماساتشوستس عام 1983 وانتخب في مجلس الشيوخ لأول مرة عام 1984 وأعيد انتخابه عامي 1990 و1996 وعمل من خلال منصبه على إصلاح التعليم العام والاهتمام بقضايا الأطفال وتعزيز الاقتصاد وتشجيع نمو اقتصاد التقنية المتقدمة وحماية البيئة وتقدم السياسة الخارجية الأمريكية حول العالم.

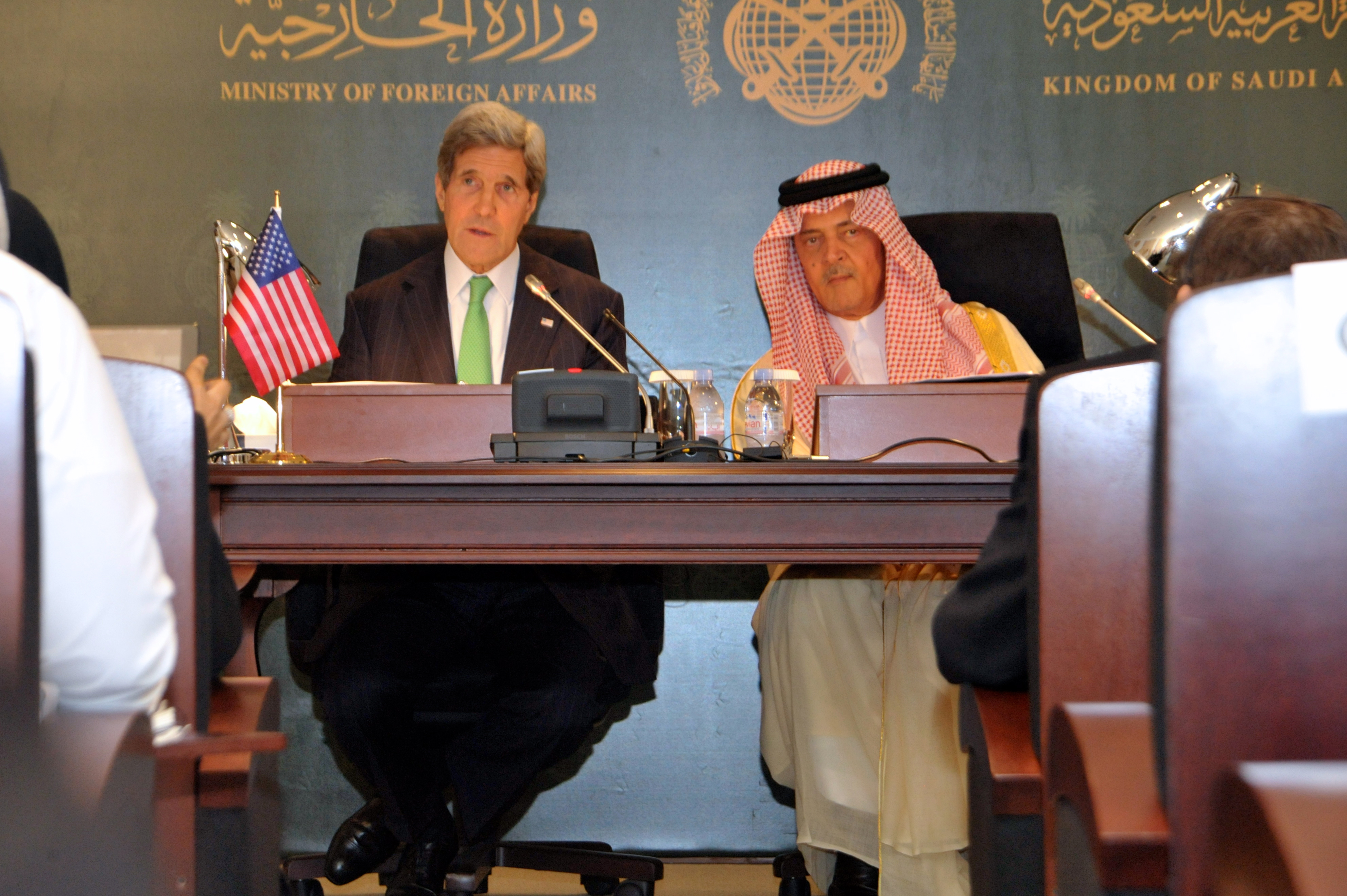
جون كيري في مؤتمر صحفي مع سعود الفيصل

## الترشح للانتخابات الرئاسية
فاز جون كيري على منافسيه في سلسلة التصويتات الأولية لاختيار منافس ديمقراطي أمام جورج دبليو بوش في انتخابات الرئاسة الأمريكية في نوفمبر 2004 وقد خسر أمام بوش في تلك الانتخابات.
عينه اوباما وزيرا للخارجية الأمريكية منذ 1 فبراير 2013 . ثم أقر مجلس الشيوخ الأمريكي ترشيحه وزيراً للخارجية في 29 يناير 2013 ليخلف هيلاري كلينتون، أستلم المنصب رسمياً في 1 فبراير 2013.

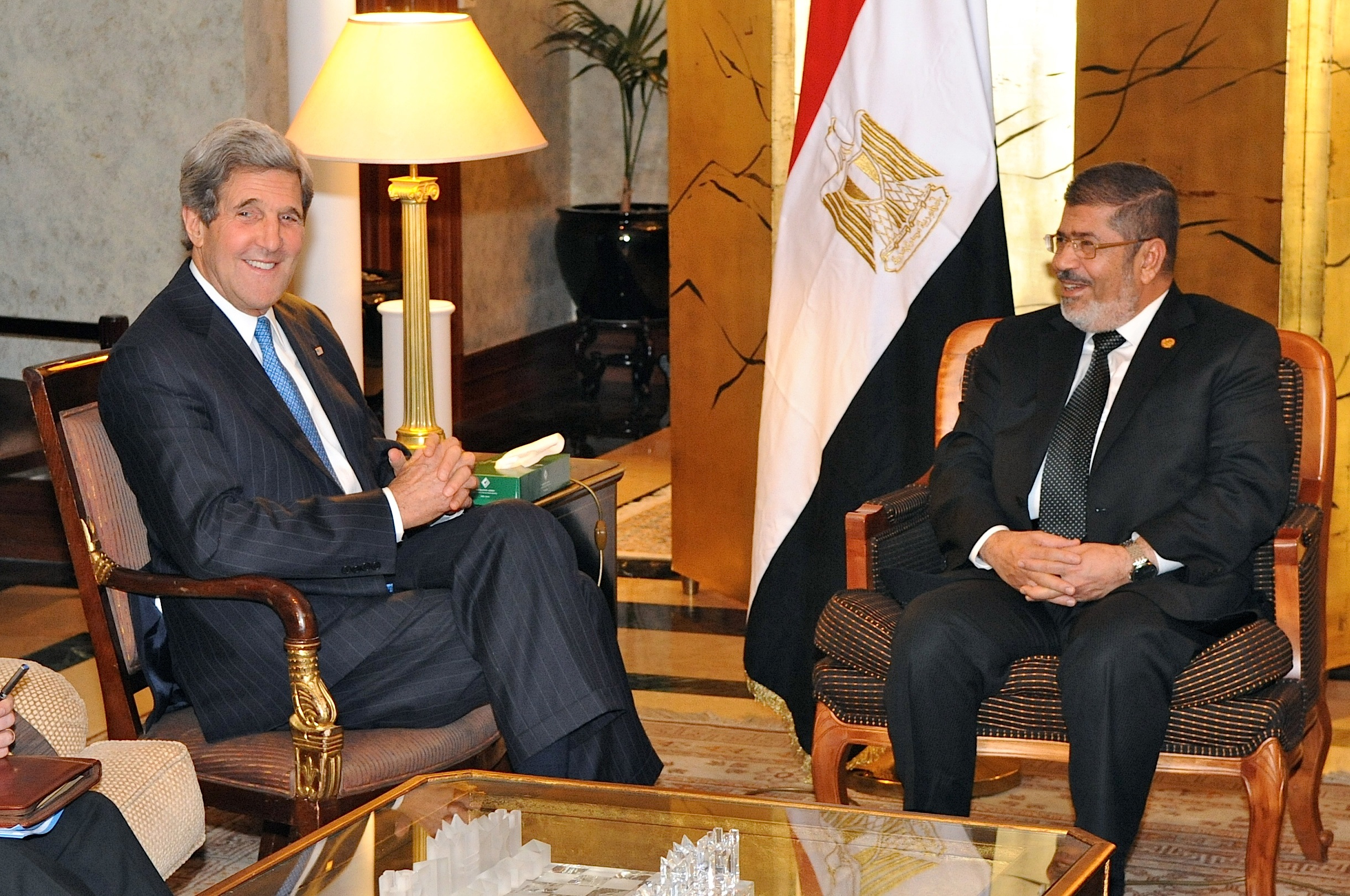
جون كيري مع الرئيس المصري محمد مرسي

## وصلات خارجية
- جون كيري على موقع IMDb (الإنجليزية)
- جون كيري على موقع الموسوعة البريطانية (الإنجليزية)
- جون كيري على موقع مونزينجر (الألمانية)
- جون كيري على موقع ألو سيني (الفرنسية)
- جون كيري على موقع ميوزك برينز (الإنجليزية)
- جون كيري على موقع أول موفي (الإنجليزية)
- جون كيري على موقع إن إن دي بي (الإنجليزية)
- جون كيري على موقع قاعدة بيانات الفيلم (الإنجليزية)
- جون كيري على موقع كينوبويسك (الروسية)
- العربية: وزير خارجية أمريكا.. مقتنع بالقرآن ويستخدم المسبحة
- الموقع الرسمي للسيناتور كيري.
- حملة كيري للانتخابات الرئاسية
- أرشيف أخبار السيناتور كيرى

| سبقه هيلاري كلينتون | وزير خارجية الولايات المتحدة 2013-الآن | تبعه |